# ليون سيور
ليون سيور مواليد 18 مارس 1888 في نامور، بلجيكا - الوفاة 07 أكتوبر 1969 في نامور، بلجيكا، كان دراج بلجيكي في صنف سباق الدراجات على الطريق.

## سجل النتائج

### سباقات أو مراحل فاز بها
- طواف فرنسا

## وصلات خارجية
- الموقع الرسمي

## روابط خارجية
- ليون سيور على موقع أرشيف الدراجات (الإنجليزية)
- ليون سيور على موقع إحصائيات الدراجات الإحترافية (الإنجليزية)
- ليون سيور على موقع CycleBase (الإنجليزية)